# Pan wzywał, milordzie?
Pan wzywał, Milordzie? (ang. You Rang, M’Lord?) – brytyjski serial komediowy emitowany po raz pierwszy w latach 1990–1993 (odcinek pilotażowy miał swoją premierę w 1988) na antenie BBC One. Łącznie wyprodukowano 26 odcinków, podzielonych na cztery serie.
W 2006 dwie pierwsze serie ukazały się na DVD w ramach cyklu wydawniczego Ministerstwo Brytyjskiego Humoru. W 2007 w tym samym cyklu wydano serię trzecią i czwartą.
W Polsce serial był prezentowany w latach 90. przez Telewizję Polską. Wiele lat później przypomniała go także TV Puls.
Jest to chronologicznie ostatni i najbardziej znany w Polsce (ale już nie w Wielkiej Brytanii) spośród czterech seriali komediowych stworzonych przez spółkę autorską David Croft i Jimmy Perry. Zasadniczą część pierwszoplanowej obsady stanowią aktorzy znani z ich wcześniejszych produkcji, przede wszystkim Hi-de-Hi! oraz It Ain’t Half Hot Mum. W sensie technicznym serial wyróżnia się długością odcinków – każdy z nich trwa ok. 50 minut, co stanowi bardzo rzadki przykład przełamania żelaznej zasady mówiącej, iż czas trwania jednej części sitcomu powinien oscylować wokół pół godziny.

## Fabuła
Akcja serialu rozgrywa się w drugiej połowie lat 20. XX wieku w londyńskiej rezydencji Lorda Meldruma, zamożnego arystokraty o konserwatywnych poglądach, prowadzącego rozległe interesy i zasiadającego w Izbie Lordów. Oprócz owdowiałego lorda w rezydencji mieszkają jego brat Teddy, teściowa Lady Lavender oraz dwie córki – snobistyczna i rozmiłowana w urokach życia towarzyskiego Poppy oraz Cissy, wyzwolona lesbijka. Oprócz nich w domu żyje także liczna służba, na czele z kamerdynerem Alfem, lokajem Jamesem, pokojówką Ivy i kucharką, panią Lipton.
Podobnie jak wiele innych seriali sygnowanych przez Davida Crofta, „Pan wzywał, Milordzie?” stara się w prześmiewczy, ale nie pozbawiony sentymentu sposób, odtworzyć atmosferę miejsc i czasów, których już nie ma. W tym przypadku jest międzywojenna Anglia, gdzie emancypacja niższych klas zderza się z ekonomiczną dominacją arystokracji, a coraz swobodniejsze normy obyczajowe muszą wciąż toczyć bój z wiktoriańskim purytanizmem i hipokryzją.
Inspiracją dla fabuły serialu były opowieści dziadka Jimmy’ego Perry’ego, przedwojennego kamerdynera, których scenarzysta słuchał jako dziecko.

## Bohaterowie
(w nawiasach przy nazwiskach postaci podano odtwórców ich ról)

### Domownicy
George, Lord Meldrum (Donald Hewlett)
Owdowiały arystokrata, powszechnie szanowany w kręgach wyższych sfer. Zasiada w Izbie Lordów i zarządza zbieranym od pokoleń pokaźnym majątkiem, którego najważniejszym elementem jest firma Union Jack Rubber Company, pozyskująca gumę na Malajach i przetwarzająca ją w swojej fabryce w Londynie. Zdecydowaną większość majątku wniosła w posagu jego żona. Kilkakrotnie w serialu pojawia się sugestia, że u podstaw powstania rodzinnego imperium legły kiedyś zyski z handlu niewolnikami. Jak wielu ludzi swojego stanu, Meldrum jest wielkim hipokrytą, który stara się dbać o reputację swoją i rodziny, wszystko to jednak czyni jedynie na pokaz. I tak z jednej strony szczodrze wspiera akcje dobroczynne, a z drugiej wykazuje wielkie skąpstwo wobec swoich pracowników. Co tydzień chodzi do kościoła i przyjaźni się z miejscowym biskupem, ale jednocześnie produkuje w swej firmie prezerwatywy i ma romans z zamężną kobietą, lady Agathą.
Edward „Teddy” Meldrum tzw. Czcigodny (Honourable) Teddy (Michael Knowles)
Młodszy brat lorda, który mimo co najmniej średniego już wieku, wciąż pozostaje kawalerem na utrzymaniu brata. Teddy szczyci się swoim arystokratycznym pochodzeniem, brzydzi jakąkolwiek pracą i traktuje ludzi niższego stanu wyjątkowo nieuprzejmie, choć tak naprawdę jest człowiekiem o inteligencji średnio rozgarniętego nastolatka. Szczególnie kłopotliwy dla lorda jest jego pociąg do pokojówek i innych prostych dziewcząt „pachnących szarym mydłem”. Nie może (choć próbuje) odpędzić od siebie Madge Cartwright, która za nim szaleje, a jego brat grozi mu, że jeśli się z nią nie ożeni, to wyśle go na plantację gumy na Malaje.
Cecily „Cissy” Meldrum (Catherine Rabett)
Starsza z córek lorda. Jest kobietą wyzwoloną, w dzisiejszych czasach nazwalibyśmy ją feministką. Nosi męskie ubrania i pasjonuje się hobby przewidzianymi wówczas raczej dla panów, jak choćby pilotowanie samolotu czy polo. Ma socjalistyczne poglądy, czego jej konserwatywny ojciec nie może znieść. Należy nawet do Partii Robotniczej i z jej ramienia kandydowała (i dostała się) w wyborach do rady. Jest jedynym członkiem rodziny o jednoznacznie przyjaznym i pełnym zrozumienia stosunku do służby, w szczególności zaś do Ivy. Nie przepada za to za swoją siostrą. Nie ma narzeczonego, lecz „kumpelę”, z którą zdarza jej się tańczyć niczym z mężczyzną nawet na oficjalnych przyjęciach. Wielu krytyków uważa Cissy za pierwszą w historii brytyjskich seriali komediowych otwarcie homoseksualną bohaterkę.
Poppy Meldrum (Susie Brann)
Młodsza z córek lorda, w znacznej mierze przeciwieństwo swej siostry. Poppy czerpie pełnymi garściami z życia panienki z wyższych sfer – nieustannie chodzi na przyjęcia i kupuje w drogich sklepach. Nie waha się przypominać służącym o swoim statusie i traktować ich z góry, chociaż zdarza jej się też narzekać na ograniczenia wynikające z faktu, że nie może robić rzeczy, które zaszkodziłyby reputacji rodziny. Poppy jest świadoma swojej kobiecości i chętnie ją eksponuje. Ma narzeczonego, Jerry’ego (za którego wychodzi w ostatnim odcinku), którego uważa jednak (w dużej mierze słusznie) za zupełnego głupca. Prawdziwym obiektem jej westchnień jest lokaj James.
Lady Lavender (Mavis Pugh)
Teściowa lorda, którą ten trzyma w domu mimo śmierci żony, ponieważ formalnie to właśnie ona jest posiadaczką znacznej części udziałów w jego firmie. Jest zupełnie zdziwaczałą i zdziecinniałą już starszą panią, która spędza całe dnie w swym pokoju na najwyższym piętrze rezydencji, jedynie w towarzystwie swej zuchwałej papugi Kapitana. W odwiedzającą ją służbę rzuca przyniesionym jedzeniem. Posiada spory majątek, o którego przejęciu wciąż marzy lord próbując ją ubezwłasnowolnić.

### Służba
Alf Stokes (Paul Shane)
Kamerdyner (szef całej służby w rezydencji). Wspólnie z Jamesem walczył podczas I wojny światowej. Razem uratowali życie ranionego tam czcigodnego Teddy’ego (w rzeczywistości Alf uznał go za martwego i ukradł mu szmaragd z sygnetu, a uratował go przypadkiem, wycofując się z pola bitwy pod pretekstem wyniesienia oficera). Po wojnie imał się różnych zajęć, aż w końcu zmuszony okolicznościami podjął pracę u Meldrumów. Alf ma duszę przywódcy robotniczej rewolucji, uważa arystokrację za bandę wyzyskiwaczy klasy pracującej i brzydzi się tym, że musi usługiwać bogaczom. Skoro już jednak musi to robić, stara się na tym wzbogacić – dyskretnie okrada i oszukuje ufającego mu lorda, gdy tylko się da. Z drugiej strony w sytuacjach kryzysowych jest wobec niego na swój sposób bardzo lojalny, wie bowiem, iż nie podcina się gałęzi, na której samemu się siedzi. Udaje afekt do Pani Lipton, aby wyłudzać od niej pieniądze.
James Twelvetrees (Jeffrey Holland)
Lokaj. Pracuje dla lorda od powrotu z wojny i po śmierci poprzedniego kamerdynera liczył na przejęcie jego funkcji. Prestiżowe stanowisko dostał jednak Alf, którego krętactwo i zakłamanie doprowadza Jamesa do białej gorączki. On sam jest wzorem uczciwości i iście protestanckiego kultu ciężkiej pracy, zna „swoje miejsce” w hierarchii klasowej. Podległych mu służących niższego szczebla traktuje surowo, często wręcz apodyktycznie. Jest bezgranicznie oddany lordowi, choć czasem zastanawia się, dlaczego tym na górze wolno dużo więcej niż zwykłym ludziom. Jest obiektem zalotów panny Poppy i w głębi duszy odwzajemnia jej uczucie, ale stara się tego nie okazywać. Wie bowiem, iż taki mezalians spowodowałby trudną do przełknięcia utratę reputacji dla obu stron.
Ivy Teasdale (Su Pollard)
Pokojówka. Córka Alfa (dla niepoznaki używa nazwiska matki), której ojciec „załatwił” pracę mimo braku jakiegokolwiek przygotowania. Początkowo udaje im się utrzymywać ich pokrewieństwo w ścisłej tajemnicy, potem jednak sekret stopniowo się roznosi. Jest niewiastą niezbyt mądrą i mało urodziwą, ale za to prostolinijną, bardzo pobożną i niezwykle uczciwą. Często nie może zrozumieć skomplikowanych gier prowadzonych przez lorda z jednej, a swojego ojca z drugiej strony. Podkochuje się w Jamesie i doświadcza z tego powodu kiepskiego traktowania ze strony Poppy. Jej uczucie pozostaje jednak platoniczne.
Pani Lipton, właściwie Blanche Lipton (Brenda Cowling)
Kucharka rezydencji, kobieta poważna i stateczna. Według jej własnych słów pozostaje na służbie rodziny Meldrum od czterdziestu lat (tzn. od 1887 r.). Zaczynała jako pomywaczka w kuchni (scullery maid), by ciężką pracą dojść do obecnego stanowiska. W znacznej mierze jest uosobieniem cnót służby domowej z czasów wiktoriańskich – wyróżnia ją dyskrecja i właściwie nieograniczona wyrozumiałość dla kolejnych ekstrawagancji i występków lordowskiej rodziny. Jako jedyna darzy autentyczną sympatią czcigodnego Teddy’ego, którego nianią była za młodu. W stosunku do niższej rangi służących jest za to bardzo zasadnicza i nie akceptuje sprzeciwu. Podkochuje się w Alfie, ten jednak cynicznie wykorzystuje jej uczucia. Wszyscy bohaterowie zachwycają się parzoną przez nią herbatą, co nie pozostaje pewnie bez związku z jej nazwiskiem.
Henry Livingstone (Perry Benson)
Henry, nastoletni sierota, jest najniższy rangą z męskiej części służby i najczęściej wykonuje prace pomocnicze wobec starszych wiekiem i rangą. Mimo swego pośledniego statusu, Henry bardzo trzeźwo ocenia sytuację i w mig wychwytuje absurdy, od których roi się w codziennym życiu rezydencji. Gdy jednak o nich mówi, dostaje zaraz po głowie od Jamesa lub pani Lipton, a czasami nawet od Stokesa. Podkochuje się w Ivy, ona jednak woli Jamesa.
Mabel Wheeler (Barbara New)
Pomywaczka Mabel jest jedynym członkiem służby nie mieszkającym w rezydencji, a pracującym w niej jedynie po kilka godzin dziennie. Stanowi wyjątkowo karykaturalne przedstawienie absolutnych dołów ówczesnego brytyjskiego społeczeństwa – mieszka w slumsach z kalekim mężem, dostaje głodową pensję, zaś jej ogląd świata jest więcej niż prosty. Z zazdrością patrzy na resztę służby, objadającą się przysmakami z lordowskiego stołu, zawsze jednak musi obejść się smakiem, co pokazuje pewien paradoks – choć służący czują się niekiedy źle traktowani przez rodzinę lorda, bez cienia wyrzutów sumienia jeszcze gorzej traktują osobę sytuującą się na drabinie społecznej jeszcze niżej od nich. Zawsze przy posiłku innych członków służby wypowiada zdanie: „Nie pamiętam jak dawno jadłam...” (ang. „I can’t remember the last time I had a...”). Nie darzy sympatią pani Lipton.

### Pozostali
Posterunkowy Wilson (Bill Pertwee)
Lokalny dzielnicowy, który zamiast patrolować okolicę, spędza większość czasu na darmowych posiłkach w kuchniach rezydencji, w tym lorda Meldruma. Po pewnym czasie staje się wręcz miejscowym krytykiem kulinarnym, porównując umiejętności kucharek pracujących w różnych domach. Jest przekupny i chętnie nagina przepisy, a jedyna osoba, której się obawia, to nadzorujący go sierżant.
Madge Cartwright (Yvonne Marsh)
Niemłoda już dziedziczka majątku wytwórców mydła, pełna namiętności wielbicielka czcigodnego Teddy’ego. Pod naciskiem lorda Teddy zgadza się zaręczyć z nią, ale jego prawdziwą miłością jest pokojówka Madge, Rose (w tej roli Amanda Bellamy), z którą chodzi na potajemne schadzki.
Lady Agatha Shawcross (Angela Scoular)
Kochanka lorda Meldruma, atrakcyjna (lecz niestety zamężna) kobieta w średnim wieku. Choć jest młodsza od lorda o 17 lat, okazuje mu dużo namiętności. Dopiero z czasem lord odkrywa, iż oprócz niego i męża Lady Agathy jest ktoś jeszcze.
Sir Ralph Shawcross (John Horsley)
Główny wróg lorda Meldruma, przywódca mniejszościowych udziałowców jego firmy i, co gorsza, mąż jego kochanki. Warto dodać – mąż zazdrosny do szaleństwa.
Jerry (John D. Collins)
Narzeczony Poppy, którego ta traktuje jednak głównie jako sposób na uniknięcie kłopotliwych pytań ojca. Jerry jest zupełnym głupcem, który nie umie zachować się w towarzystwie, choć uważa się za osobę niezwykle zabawną.
Penelope Barrington-Blake (Sorel Johnson)
Partnerka panny Cissy w jej homoseksualnym związku. Ich widok przytulonych do siebie w tańcu doprowadza lorda do szału, ale nic nie jest w stanie na to poradzić.

## Odcinki

### Seria 1
| 1 | 1 | Pilot                   | Pan wzywał, Milordzie?       | David Croft | Jimmy Perry, David Croft | 29 grudnia 1988  |
| Rok 1918, front zachodni I wojny światowej. Dwaj szeregowcy – Alf Stokes i James Twelvetrees – ratują życie rannego oficera, odnosząc go do szpitala, aby samemu wyjść spod ostrzału. Alf przy okazji kradnie mu z sygnetu drogocenny kamień. Oficerem okazuje się być arystokrata nazwiskiem Teddy Meldrum. Dziewięć lat później James jest lokajem w rezydencji brata owego arystokraty, Lorda Meldruma. Tymczasem Alf występuje wraz z córką jako kowboj w jednym z poślednich teatrów. Ich program jest jednak tak niepopularny, że właściciel teatru wyrzuca ich z pracy. Zmuszony okolicznościami Alf postanawia wrócić do wykonywanej już kiedyś pracy służącego. Przedstawia sfałszowane znakomite referencje i otrzymuje pracę u Meldrumów – ku przerażeniu Jamesa, którego drażni wieczna nieuczciwość dawnego kolegi z wojska. Wkrótce potem Alf załatwia pracę pokojówki swej córce, choć ta nigdy wcześniej nie pracowała w tym charakterze. |   |                         |                              |             |                          |                  |
| 2 | 2 | The Phantom Sign Writer | Tajemniczy autor             | David Croft | Jimmy Perry, David Croft | 14 stycznia 1990 |
| Lord Meldrum spodziewa się wizyty swego przyjaciela, miejscowego biskupa Charlesa. Tymczasem w noc przed jego przyjazdem ktoś wypisuje białą farbą na limuzynie lorda słowo „cudzołożnik”. Jak się potem okazuje, to sprawka sir Ralpha Shawcrossa, który (słusznie) podejrzewa swoją żonę Agathę o romans z lordem. Służba stara się zrobić, co tylko się da, aby biskup nie zobaczył kompromitującego napisu. |   |                         |                              |             |                          |                  |
| 3 | 3 | A Deed of Gift          | Akt darowizny                | David Croft | Jimmy Perry, David Croft | 21 stycznia 1990 |
| Zdziecinniała teściowa lorda, Lady Lavender, szybko obdarza nową pokojówkę swoją sympatią. Postanawia przekazać jej swoje udziały w firmie lorda. Cieszy to Alfa, który liczy na korzystny biznes, z kolei lord obawia się podkopania swojej decydującej pozycji w spółce. |   |                         |                              |             |                          |                  |
| 4 | 4 | Love and Money          | Miłość i pieniądze           | David Croft | Jimmy Perry, David Croft | 28 stycznia 1990 |
| Lord podejmuje próbę ubezwłasnowolnienia Lady Lavender, aby móc odebrać jej udziały. Lekarz uznaje ją jednak za zdrową psychicznie. Lady Lavender zmienia zdanie i postanawia przekazać udziały Alfowi, który rozpoczyna grę z lordem Meldrumem oraz sir Ralphem próbując wytargować jak najwyższą cenę za swoje akcje. Tymczasem Ivy coraz bardziej doskwiera niechciany adorator w postaci traktującego fartuszek pokojówki jak niezwykle silny fetysz czcigodnego Teddy’ego. |   |                         |                              |             |                          |                  |
| 5 | 5 | Fair Shares             | Udziały                      | David Croft | Jimmy Perry, David Croft | 4 lutego 1990    |
| Lady Lavender ponownie zmienia zdanie i postanawia przekazać udziały nie Alfowi, lecz kuchcikowi Henry’emu. Alf próbuje odkupić je od niego, ale chłopak nie daje się nabrać na zaniżoną cenę. Aby zdobyć pieniądze na zaspokojenie żądań młodzieńca, Alf zastawia w lombardzie kamień zabrany na wojnie z sygnetu czcigodnego Teddy’ego. |   |                         |                              |             |                          |                  |
| 6 | 6 | Beg, Borrow or Steal    | Żebrz, pożyczaj albo kradnij | David Croft | Jimmy Perry, David Croft | 11 lutego 1990   |
| Właściciel lombardu, trudniący się również kradzieżami, szantażuje Alfa – albo kamerdyner umożliwi mu włamanie się do rezydencji, albo Teddy dowie się o losach straconego przed laty kamienia. Tymczasem James odkrywa, że Ivy jest córką Alfa. |   |                         |                              |             |                          |                  |

### Seria 2
| 7 | 1 | Labour or Love        | Miłość albo praca    | David Croft            | Jimmy Perry, David Croft | 11 listopada 1990 |
| Czcigodny Teddy dostaje od brata ultimatum: albo zgodzi się na ślub z panną Cartwright, albo będzie musiał zacząć pracować fizycznie w należącej do lorda fabryce wyrobów gumowych. Teddy myśli, że starszy brat chce go tylko nastraszyć, ale w końcu ku swojemu zdziwieniu trafia do zakładu. Tymczasem Alf dowiaduje się, że Lady Lavender trzyma większość swoich pieniędzy w gotówce pod łóżkiem. Oczywiście marzy, by je przejąć. W odcinku gościnnie wystąpił Kenneth Connor jako austriacki profesor psychiatrii.                                   |   |                       |                      |                        |                          |                   |
| 8 | 2 | Trouble at Mill       | Kłopoty w fabryce    | David Croft            | Jimmy Perry, David Croft | 18 listopada 1990 |
| Teddy nie potrafi odnaleźć się wśród robotników i traktuje nowych kolegów bardzo protekcjonalnie. Do tego próbuje dobierać się do jednej z pracujących w zakładzie kobiet. Oburzeni robotnicy początkowo chcą go zlinczować, a gdy barykaduje się w gabinecie dyrektora, ogłaszają strajk. Na miejsce przybywają lord wraz z Alfem i Jamesem. |   |                       |                      |                        |                          |                   |
| 9 | 3 | Money Talks           | Żądza pieniądza      | David Croft            | Jimmy Perry, David Croft | 25 listopada 1990 |
| Lady Lavender w przypływie szampańskiego humoru zaczyna wyrzucać przez okno swojego pokoju banknoty. Pod spodem natychmiast zlatuje się pospólstwo, aby zbierać lecące z góry pieniądze. Służba próbuje przepędzić nieproszonych gości i przejąć gotówkę, żeby następnie przekazać ją lordowi. Alf nie oddaje jednak wszystkiego – ukrywa część banknotów w starej wazie. Rzecz w tym, że lord postanawia oddać ją i dwa identyczne naczynia na charytatywną aukcję.                                                                                        |   |                       |                      |                        |                          |                   |
| 10 | 4 | The Meldrum Vases     | Wazy Lorda           | David Croft            | Jimmy Perry, David Croft | 2 grudnia 1990    |
| Alf Stokes idzie na aukcję charytatywną i za wszelką cenę próbuje odkupić trzy lordowskie wazy, z których jedna kryje „jego” pieniądze. Gdy wreszcie je nabywa, okazuje się, że wydał na to więcej niż znalazł w nich gotówki. |   |                       |                      |                        |                          |                   |
| 11 | 5 | The Wounds of War     | Wojenne rany         | David Croft, Roy Gould | Jimmy Perry, David Croft | 9 grudnia 1990    |
| Ivy i James idą razem do kina. Na tym samym seansie pojawia się również Teddy ze swoją ukochaną pokojówką oraz... Lady Agatha ze znacznie młodszym od siebie mężczyzną. Tymczasem jej mąż, sir Ralph, coraz poważniej domyśla się, jakiego typu kontakty łączą jego żonę z lordem. Aby ratować przełożonego, Stokes tłumaczy sir Ralphowi, iż lord nie jest w stanie mieć kochanki, ponieważ podczas wojny został „ranny w działko”. Wkrótce Meldrum jest już na językach całego Londynu, ale przynajmniej może spotykać się z Agathą nie budząc podejrzeń. |   |                       |                      |                        |                          |                   |
| 12 | 6 | Stranger in the Night | Nocna wizyta         | David Croft            | Jimmy Perry, David Croft | 16 grudnia 1990   |
| James zawsze opowiadał współpracownikom, jak zacnym człowiekiem jest jego ojciec. Gdy wreszcie pan Twelvetrees senior odwiedza rezydencję, prawda jest brutalna – okazuje się być zapitym złodziejaszkiem, uciekającym przed policją. Od czego jednak ma się przyjaciół? Alf, z nieoczekiwaną pomocą panny Cissy, organizuje niesfornemu tatusiowi kolegi dyskretną ucieczkę z kraju na pokładzie towarowego statku. |   |                       |                      |                        |                          |                   |
| 13 | 7 | Royal Flush           | Przepych godny króla | David Croft            | Jimmy Perry, David Croft | 23 grudnia 1990   |
| Domownicy postanawiają wzmocnić pozycję swego salonu jako miejsca spotkań ludzi wielkich i kochanych. Organizują przyjęcie, które uświetnić ma wyciągnięty z nędzy uchodźcy politycznego obalony wiele lat temu król Dalmacji. Ale prawdziwym gwoździem wieczoru jest słynny aktor, na które widok mdleją panie w całym Londynie (w tej roli gościnnie Guy Siner). Odcinek zawiera najdłuższe w całym serialu fragmenty śpiewane, kiedy to niemal cała obsada wykonuje wzniosłą pieśń na cześć Dalmacji i jej prawowitego władcy.                           |   |                       |                      |                        |                          |                   |

### Seria 3
| 14 | 1 | Please Help the Orphans  | Pomóżcie sierotom          | Roy Gould | Jimmy Perry, David Croft | 10 listopada 1991 |
| Pani Lipton coraz mocniej naciska na Alfa, który wcześniej udając miłość wyłudził od niej pieniądze, aby wreszcie sfinalizował swój rozwód. Zdesperowany Stokes prosi swoją starą przyjaciółkę (w tej roli gościnnie Barbara Windsor), aby udając jego żonę, przyszła do rezydencji i w obecności pani Lipton kategorycznie odmówiła rozwodu. Jednocześnie Stokes wmawia kucharce, że obiecał sierotom przynosić im regularnie jej słynne wypieki. W rzeczywistości sprzedaje je właścicielce pobliskiej cukierni. Tymczasem lord i sir Ralph urządzają zasadzkę i przyłapują Lady Agathę na schadzce z dużo młodszym wielbicielem. |   |                          |                            |           |                          |                   |
| 15 | 2 | Current Affairs          | Dzień jak co dzień         | Roy Gould | Jimmy Perry, David Croft | 17 listopada 1991 |
| Sir Ralph, który na widok żony w objęciach innego mężczyzny zaniemógł, zatrzymuje się na kilkudniową rekonwalescencję w rezydencji lorda. Ten przyjmuje wizytę z radością, bo oznacza to znacznie łatwiejszy dostęp do Lady Agathy. Tymczasem pani Lipton po wizycie „żony” Alfa ostatecznie traci złudzenia co do jego intencji i wpada w furię, w czasie której rzuca w niego naczyniami, niszcząc dużą część drogocennej, lordowskiej zastawy. |   |                          |                            |           |                          |                   |
| 16 | 3 | Mrs. Lipton’s Nasty Turn | Ciężkie czasy pani Lipton  | Roy Gould | Jimmy Perry, David Croft | 24 listopada 1991 |
| Nad kucharką rezydencji wisi widmo zwolnienia, po tym jak spowodowała takie straty. Na domiar złego Lady Lavender podstępem zwabia ją do swej sypialni i, swoim zwyczajem, obrzuca ją wieloma talerzami puddingu, czyniąc przy tym niewybredne uwagi. Upokorzona pani Lipton jest na skraju załamania, jednak Alf, jak zwykle przy pomocy fortelu, ratuje jej posadę. Z kolei panna Poppy przedstawia rodzinie swego nowego chłopaka, Dicky’ego. |   |                          |                            |           |                          |                   |
| 17 | 4 | Meet the Workers         | Spotkanie z robotnikami    | Roy Gould | Jimmy Perry, David Croft | 1 grudnia 1991    |
| Lord zabiega o miejsce w radzie nadzorczej BBC. Wszechwładny prezes Korporacji znany jest z niechęci do salonowych arystokratów, więc aby pokazać mu swoje zorientowanie w sprawach zwykłych ludzi, lord zaprasza na kolację do rezydencji trzech pracowników własnej fabryki gumy, w tym nieokrzesanego przywódcę tamtejszych związkowców. Panna Poppy jest coraz bardziej zakochana i zaręcza się. |   |                          |                            |           |                          |                   |
| 18 | 5 | Gretna Green or Bust     | Gretna Green albo nic      | Roy Gould | Jimmy Perry, David Croft | 8 grudnia 1991    |
| Panna Poppy i Dicky wyjeżdżają w tajemnicy do Gretna Green, szkockiego kurortu znanego ze ślubów udzielanych bez zadawania zbędnych pytań. Lady Agatha wyznaje nieoczekiwanie, że sama kiedyś była partnerką Dicky’ego i że jest on bezwzględnym naciągaczem, szukającym okazji do oszustwa lub szantażu. Rodzina rusza w pościg, by zapobiec małżeństwu. Nie wiedzą, że do Gretna Green zmierza jeszcze jedna para – Teddy i pokojówka Rose. |   |                          |                            |           |                          |                   |
| 19 | 6 | The Night of Reckoning   | Sądna noc                  | Roy Gould | Jimmy Perry, David Croft | 15 grudnia 1991   |
| Lady Agatha ma już pomysł na kolejnego kochanka – proponuje Jamesowi posadę kamerdynera, o której całe życie marzył, w domu swoim i sir Ralpha. Gdy dowiaduje się o tym również podkochująca się w przystojnym lokaju panna Poppy, szantażem zmusza Agathę do wycofania oferty. |   |                          |                            |           |                          |                   |
| 20 | 7 | A Day in the Country     | Dzień na świeżym powietrzu | Roy Gould | Jimmy Perry, David Croft | 22 grudnia 1991   |
| Lady Agatha i sir Ralph urządzają dla swojego personelu piknik w parku należącym do zaprzyjaźnionego arystokraty. Chcąc być blisko ukochanej, lord postanawia zrobić to samo, w tym samym miejscu i czasie. Odcinek kończy się zrealizowaną pół żartem, pół serio sceną pełnego patriotycznych uniesień ogniska z udziałem większości obsady. Wydaje się, iż w pierwotnym zamyśle miało to być zamknięcie serialu. |   |                          |                            |           |                          |                   |

### Seria 4
| 21 | 1 | Yes Sir, That’s My Baby      | Tak jest, to moje dziecko | Roy Gould | Jimmy Perry, David Croft | 20 marca 1993    |
| Namówiony przez Cissy, lord urządza niedzielę postu i wyrzeczeń. Zamiast wykwintnego obiadu, rodzina je kanapki, a zaoszczędzone pieniądze mają wesprzeć jadłodajnię dla ubogich. Lord postanawia nawet osobiście się tam udać i pomóc w wydawaniu posiłków. Tymczasem Teddy’emu po raz kolejny grozi ślub z panną Cartwright. Stokes ściąga do rezydencji wszystkie dawne pokojówki i dzieci, które miał z nimi Teddy. Gdy panna Cartwright dowiaduje się, że Teddy chce zaadoptować całą gromadkę, traci entuzjazm wobec ślubu. |   |                              |                           |           |                          |                  |
| 22 | 2 | Requiem for a Parrot         | Requiem dla papugi        | Roy Gould | Jimmy Perry, David Croft | 27 marca 1993    |
| Zdycha Kapitan, ukochana papuga Lady Lavender. Na jej życzenie, domownicy i służba urządzają ptakowi pogrzeb z pełnymi honorami wojskowymi. Tymczasem zaprzyjaźnionemu rodowi hrabiów Swaffham grozi wyginięcie z powodu bezpłodności młodego hrabiego. Stokes próbuje przekonać Jamesa (w czym ma nawet poparcie lorda), by „pomógł” atrakcyjnej pani hrabinie zajść w ciążę. |   |                              |                           |           |                          |                  |
| 23 | 3 | Come to the Ball             | Zaproszenie na bal        | Roy Gould | Jimmy Perry, David Croft | 3 kwietnia 1993  |
| Biskup i sir Ralph organizują w rezydencji tego ostatniego charytatywny bal dla służby. Ivy marzy, by jej partnerem był James. Ten jednak odmawia i ostatecznie Ivy idzie z Henrym. Tuż przed wyjściem, zazdrosna o Jamesa panna Poppy niszczy jedyną balową suknię Ivy. To ostatecznie przekonuje Jamesa, że młodsza panna Meldrum nie była warta jego uczuć. |   |                              |                           |           |                          |                  |
| 24 | 4 | The Truth Revealed           | Ujawniona prawda          | Roy Gould | Jimmy Perry, David Croft | 10 kwietnia 1993 |
| Podczas powrotu z mocno zakrapianej imprezy, pijany Stokes ujawnia równie pijanemu kamerdynerowi sir Ralpha, że lordowska „rana w działko” (patrz odc. 2.5) była tylko wybiegiem mającym uśpić czujność sir Ralpha. Gdy nazajutrz sir Ralph w przypływie furii zwalnia swego sługę, ten rewanżuje się powtarzając mu wyznanie Stokesa. Sir Ralph postanawia zabić lorda, a gdy to się nie udaje, w tajemnym obrzędzie rzuca klątwę na niego i całą jego rodzinę. |   |                              |                           |           |                          |                  |
| 25 | 5 | Fall of the House of Meldrum | Upadek domu Meldruma      | Roy Gould | Jimmy Perry, David Croft | 17 kwietnia 1993 |
| Finansista zarządzający amerykańskimi inwestycjami Meldrumów zostaje zdemaskowany jako malwersant. Z kolei należące do firmy lorda plantacje kauczukowca zostają opanowane przez szkodliwego żuka, przez którego produkowana później guma traci całą elastyczność. Rodzinne imperium staje na krawędzi upadku. Spanikowana nagłym zakręceniem kurka z pieniędzmi, panna Poppy zgadza się wyjść za pochodzącego z bajecznie bogatego rodu Jerry’ego, byle tylko wciąż żyć w luksusie. Posterunkowy Wilson oświadcza się pani Lipton, a nieskrępowany już braterską presją Teddy spędza szaloną noc ze swoją ukochaną, pokojówką Rose. |   |                              |                           |           |                          |                  |
| 26 | 6 | Well, There You Are Then...! | Czas pożegnania           | Roy Gould | Jimmy Perry, David Croft | 24 kwietnia 1993 |
| Lord wyprzedaje rodzinne kosztowności. Lady Agatha zrywa ich związek, nie chcąc mieć nic wspólnego z bankrutem. Lady Lavender oddaje swoje klejnoty, o których nikt wcześniej nie wiedział, i nakazuje służbie ocalić za te pieniądze fabrykę. Zarządzanie nią przejmuje panna Cissy i zamienia w spółdzielnię, której współudziałowcami stają się robotnicy. Pani Lipton i posterunkowy Wilson biorą ślub. Druga część odcinka dzieje się rok po pierwszej, na koniec roku 1928, i stanowi epilog serialu. Lord wciąż żyje w rezydencji, a jego jedynymi służącymi zostali Mabel i Henry. Panna Poppy jest wiecznie strofującą męża żoną Jerry’ego. Teddy pobrał się z Rose i oczekują dziecka. Fabryka wciąż prosperuje pod kierownictwem Cissy (choć bohaterowie nic nie wiedzą o nadchodzącym Wielkim Kryzysie). Alf założył niewielką rewię występującą dla turystów w jednym z nadmorskich kurortów. James i Ivy zakładają tam pensjonat. |   |                              |                           |           |                          |                  |

## Znaczenie serialu
Ze względu na renomę swoich scenarzystów serial dysponował wysokim budżetem, co widać zwłaszcza w serii trzeciej. Realizacja czterech serii świadczy o sympatii widzów, jaką cieszył się w okresie swojej premiery. Daleko mu jednak było do niezwykłej popularności chociażby Armii tatuśka tych samych autorów. Po zakończeniu produkcji w Wielkiej Brytanii popadł w pewne zapomnienie. Prawdopodobnie główną przyczyną była nietypowa długość odcinków, która utrudnia wpisanie ich w ramówkę i przez to ogranicza liczbę powtórek.
Krajem, gdzie serial stał się wręcz kultowym, były Węgry. Trafił na tamtejszy rynek jako jeden z pierwszych zachodnich sitcomów, do tego opatrzono go bardzo udanym dubbingiem. Wiele zwrotów z serialu weszło na stałe do współczesnego języka węgierskiego. Z kolei jeden z najbardziej znanych polskich lektorów, Tomasz Knapik, wspomina Pan wzywał, Milordzie? jako pierwszy sitcom, jaki kiedykolwiek przeczytał na antenie.